# 酒井久三郎
酒井 久三郎 （さかい きゅうさぶろう、1888年〈明治21年〉8月15日 - 1958年〈昭和33年〉8月13日）は、日本の政治家。元山形県上山市長（1期）、元山形県議会議員、元宮生村村長。

## 来歴
山形県宮生村金生（現上山市）出身。1903年に上山尋常高等小学校高等科卒業、1909年に東京神田森田簿記専修学校の商業銀行社会一般全科卒業。
1923年に宮生村消防組頭に就任、1929年宮生村村会議員に選出、1931年宮生村助役就任。
1932年に宮生村村長となった。
1934年に上山タクシー社長に就任。
1939年9月25日に山形県会議員に初当選。同年10月に参事会員。
戦後、公職追放となり、1946年12月1日に県会議員を辞職。追放中の1947年に山形県自動車会議所会長、1950年に山形陸運社長などを務めた。
追放解除後の1954年に高橋熊次郎市長のもとで上山市助役に就任。
1957年4月に高橋熊次郎市長の退任を機に、上山市長選に出馬。元山形県議会議員の菅沼儀平との一騎打ちを制して初当選。（酒井久三郎11,783票、菅沼儀平9,613票）
1958年8月13日、市長在任中に脳溢血のため急逝。

## 政策
宮生村や上山市長歴任のあいだ、道路の開発に尽力、地方道路の整備とともに、国道や県道の舗装改良を図り、市街地の重要幹線道路の整備が進んだ。
一時観光開発も手掛け、蔵王坊平と宮城県仙台市と裏磐梯とを結ぶ観光道路の開発整備に尽力した。
性格は温順にして剛毅果断、企画力および実行力旺盛、衆に接するに懇切丁寧であり、私心を慎み人格高潔であったと評されている。